# Élections législatives de 1967 dans la Marne
Les élections législatives françaises de 1967 se déroulent les 5 et 12 mars 1967.  Dans le département de la Marne, quatre députés sont à élire dans le cadre de quatre circonscriptions.

## Élus
| Circonscription | Député sortant   | Parti | Parti   | Député élu ou réélu | Parti | Parti |
| --------------- | ---------------- | ----- | ------- | ------------------- | ----- | ----- |
| 1re             | Jean Taittinger  |       | UNR-UDT | Jean Taittinger     |       | UD-Ve |
| 2e              | Roger Raulet     |       | UNR-UDT | Jean Falala         |       | UD-Ve |
| 3e              | Jean Degraeve    |       | UNR-UDT | Jean Degraeve       |       | UD-Ve |
| 4e              | René Charpentier |       | MRP     | Robert Morillon     |       | PCF   |

## Résultats

### Résultats à l'échelle du département
| Parti          | Parti                                           | Premier tour | Premier tour | Second tour | Second tour | Sièges |
| Parti          | Parti                                           | Voix         | %            | Voix        | %           | Sièges |
| -------------- | ----------------------------------------------- | ------------ | ------------ | ----------- | ----------- | ------ |
|                | Union des démocrates pour la Ve République      | 84 946       | 41,73        | 97 073      | 48,54       | 3      |
|                | Union des républicains de progrès               | 84 946       | 41,73        | 97 073      | 48,54       | 3      |
|                |                                                 |              |              |             |             |        |
|                | Section française de l'Internationale ouvrière  | 32 273       | 15,86        | Retrait     | Retrait     | 0      |
|                | Fédération de la gauche démocrate et socialiste | 32 273       | 15,86        |             |             | 0      |
|                |                                                 |              |              |             |             |        |
|                | Parti communiste français                       | 48 626       | 23,89        | 78 548      | 39,28       | 1      |
|                | Progrès et démocratie moderne                   | 35 143       | 17,27        | 24 353      | 12,18       | 0      |
|                | Parti socialiste unifié                         | 2 556        | 1,26         |             |             | 0      |
|                |                                                 |              |              |             |             |        |
| Inscrits       | Inscrits                                        | 260 713      | 100,00       | 260 699     | 100,00      | 4      |
| Abstentions    | Abstentions                                     | 52 705       | 20,22        | 36 079      | 13,84       |        |
| Votants        | Votants                                         | 208 008      | 79,78        | 224 620     | 86,16       |        |
| Blancs et nuls | Blancs et nuls                                  | 4 464        | 2,15         | 24 646      | 10,97       |        |
| Exprimés       | Exprimés                                        | 203 544      | 97,85        | 199 974     | 89,03       |        |

### Résultats par circonscription

#### Première circonscription (Reims-I)
| Candidat       | Candidat                      | Parti          | Premier tour | Premier tour | Second tour | Second tour |  |
| Candidat       | Candidat                      | Parti          | Voix         | %            | Voix        | %           |  |
| -------------- | ----------------------------- | -------------- | ------------ | ------------ | ----------- | ----------- |  |
|                | Jean Taittinger sortant réélu | UD-Ve          | 25 019       | 49,41        | 27 963      | 58,34       |  |
|                | Michel Delaitre               | PCF            | 11 567       | 22,84        | 19 970      | 41,66       |  |
|                | Paulette Billa                | FGDS (SFIO)    | 8 862        | 17,5         | Retrait     | Retrait     |  |
|                | M. Legros                     | CD (PDM)       | 5 192        | 10,25        |             |             |  |
|                |                               |                |              |              |             |             |  |
| Inscrits       | Inscrits                      | Inscrits       | 64 519       | 100,00       | 64 511      | 100,00      |  |
| Abstentions    | Abstentions                   | Abstentions    | 12 893       | 19,98        | 11 172      | 17,32       |  |
| Votants        | Votants                       | Votants        | 51 626       | 80,02        | 53 339      | 82,68       |  |
| Blancs et nuls | Blancs et nuls                | Blancs et nuls | 986          | 1,91         | 5 406       | 10,14       |  |
| Exprimés       | Exprimés                      | Exprimés       | 50 640       | 98,09        | 47 933      | 89,86       |  |

#### Deuxième circonscription (Reims-II)
| Candidat       | Candidat           | Parti          | Premier tour | Premier tour | Second tour | Second tour |  |
| Candidat       | Candidat           | Parti          | Voix         | %            | Voix        | %           |  |
| -------------- | ------------------ | -------------- | ------------ | ------------ | ----------- | ----------- |  |
|                | Jean Falala élu    | UD-Ve          | 23 247       | 44,47        | 27 849      | 55,45       |  |
|                | René Tys           | PCF            | 14 207       | 27,18        | 22 377      | 44,55       |  |
|                | René Maillard      | FGDS (SFIO)    | 6 933        | 13,26        | Retrait     | Retrait     |  |
|                | Jean-Marie Bureau  | CD (PDM)       | 5 335        | 10,21        |             |             |  |
|                | Jean Vancraeyenest | PSU            | 2 556        | 4,89         |             |             |  |
|                |                    |                |              |              |             |             |  |
| Inscrits       | Inscrits           | Inscrits       | 67 555       | 100,00       | 67 555      | 100,00      |  |
| Abstentions    | Abstentions        | Abstentions    | 14 188       | 21           | 15 179      | 22,47       |  |
| Votants        | Votants            | Votants        | 53 367       | 79           | 52 376      | 77,53       |  |
| Blancs et nuls | Blancs et nuls     | Blancs et nuls | 1 089        | 2,04         | 2 150       | 4,1         |  |
| Exprimés       | Exprimés           | Exprimés       | 52 278       | 97,96        | 50 226      | 95,9        |  |

#### Troisième circonscription (Châlons-sur-Marne - Vitry-le-François)
| Candidat       | Candidat                    | Parti          | Premier tour | Premier tour | Second tour | Second tour |  |
| Candidat       | Candidat                    | Parti          | Voix         | %            | Voix        | %           |  |
| -------------- | --------------------------- | -------------- | ------------ | ------------ | ----------- | ----------- |  |
|                | Jean Degraeve sortant réélu | UD-Ve          | 21 881       | 42,37        | 24 482      | 47,68       |  |
|                | Jean Reyssier               | PCF            | 11 452       | 22,18        | 18 021      | 35,1        |  |
|                | Aymard de Courson           | CD (PDM)       | 10 466       | 20,27        | 8 839       | 17,22       |  |
|                | Guy Déon                    | FGDS (SFIO)    | 7 841        | 15,18        | Retrait     | Retrait     |  |
|                |                             |                |              |              |             |             |  |
| Inscrits       | Inscrits                    | Inscrits       | 66 199       | 100,00       | 66 197      | 100,00      |  |
| Abstentions    | Abstentions                 | Abstentions    | 13 344       | 20,16        | 13 778      | 20,81       |  |
| Votants        | Votants                     | Votants        | 52 855       | 79,84        | 52 419      | 79,19       |  |
| Blancs et nuls | Blancs et nuls              | Blancs et nuls | 1 215        | 2,3          | 1 077       | 2,05        |  |
| Exprimés       | Exprimés                    | Exprimés       | 51 640       | 97,7         | 51 342      | 97,95       |  |

#### Quatrième circonscription (Épernay)
| Candidat       | Candidat                 | Parti          | Premier tour | Premier tour | Second tour | Second tour |  |
| Candidat       | Candidat                 | Parti          | Voix         | %            | Voix        | %           |  |
| -------------- | ------------------------ | -------------- | ------------ | ------------ | ----------- | ----------- |  |
|                | René Bouillon            | UD-Ve          | 14 799       | 30,21        | 16 779      | 33,24       |  |
|                | René Charpentier sortant | CD (PDM)       | 14 150       | 28,89        | 15 514      | 30,74       |  |
|                | Robert Morillon élu      | PCF            | 11 400       | 23,27        | 18 180      | 36,02       |  |
|                | Édouard Gourtovoy        | FGDS (SFIO)    | 8 637        | 17,63        | Retrait     | Retrait     |  |
|                |                          |                |              |              |             |             |  |
| Inscrits       | Inscrits                 | Inscrits       | 62 440       | 100,00       | 62 436      | 100,00      |  |
| Abstentions    | Abstentions              | Abstentions    | 12 280       | 19,67        | 11 129      | 17,82       |  |
| Votants        | Votants                  | Votants        | 50 160       | 80,33        | 51 307      | 82,18       |  |
| Blancs et nuls | Blancs et nuls           | Blancs et nuls | 1 174        | 2,34         | 834         | 1,63        |  |
| Exprimés       | Exprimés                 | Exprimés       | 48 986       | 97,66        | 50 473      | 98,37       |  |